# Frank Lynn Jenkins

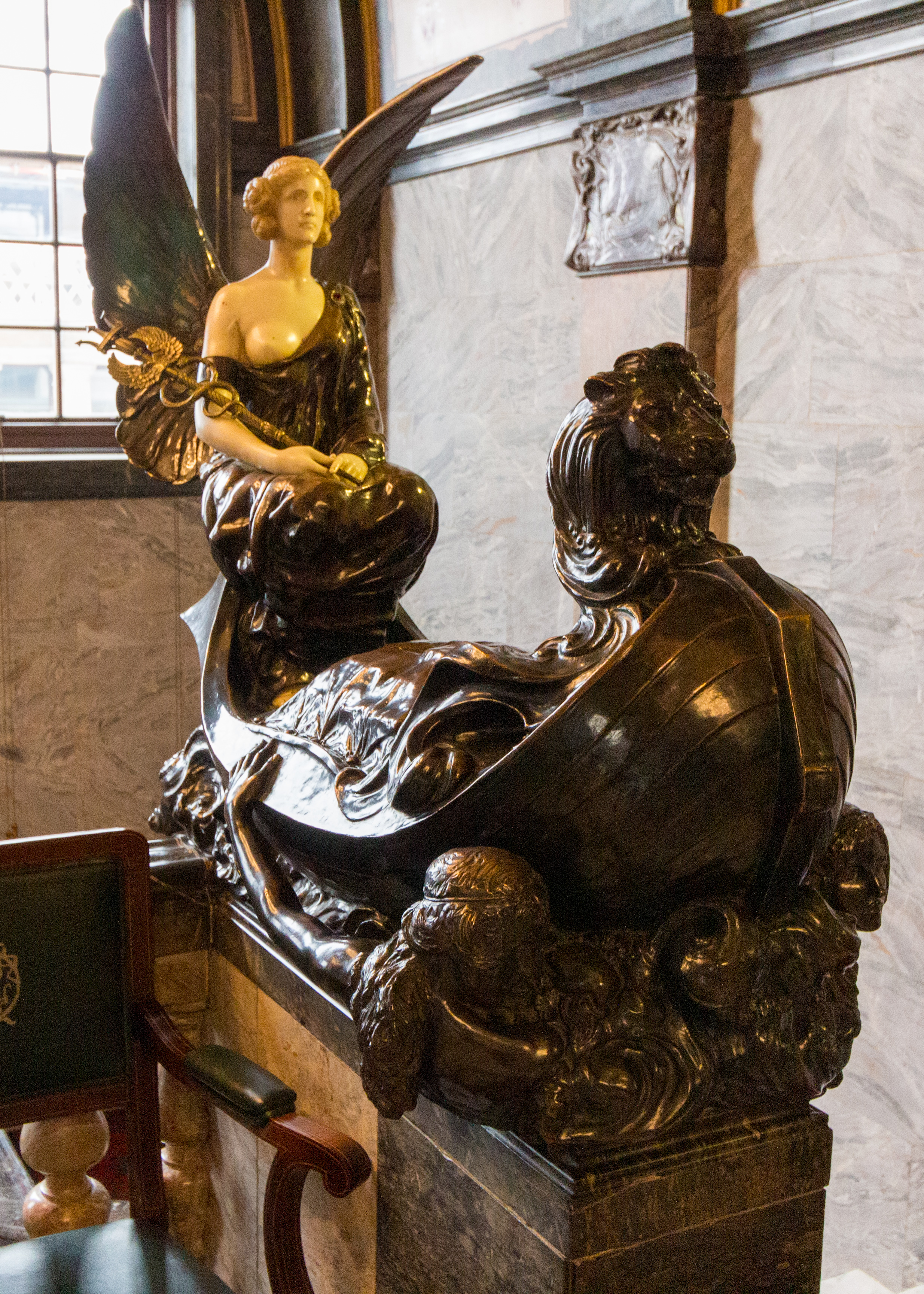
Frank Lynn Jenkins: The Spirit of British Maritime Commerce. Lloyd's Register, 71 Fenchurch Street, London

Frank Lynn Jenkins (* 14. April 1870 in Torquay, Devon, England; † 1. September 1927 in New York City) war ein britischer Bildhauer, der für seine dekorativen Reliefs und Bauplastiken bekannt ist. Seine Werke befinden sich an bedeutenden öffentlichen Gebäuden in Großbritannien und den USA. Er war ein Vertreter der sogenannten New-Sculpture-Bewegung, die sich durch naturalistische und symbolistische Darstellungen auszeichnete.

## Leben
Frank Lynn Jenkins wurde als Sohn des Steinmetzes und Marmorhändlers Henry Tozer Jenkins in Torquay, Devon geboren. Seine erste Ausbildung erhielt er in der Werkstatt seines Vaters. Anschließend studierte er am Western College in Weston-super-Mare, an der South London Technical School of Art in Lambeth und ab 1893 an den Royal Academy Schools in London, wo er unter anderem von Alfred Gilbert und George Frampton unterrichtet wurde.
In London entwickelte sich eine enge Zusammenarbeit mit dem Maler Gerald Moira. Gemeinsam schufen sie dekorative Gipsreliefs für verschiedene öffentliche Gebäude, darunter das Trocadero Restaurant in London, die Passmore Edwards Library in Shoreditch und das Hotel Metropole in Folkestone. Frank Lynn Jenkins war Mitglied mehrerer künstlerischer Vereinigungen, darunter der Art Workers Guild (ab 1900) und der Royal Society of British Sculptors, deren Vorsitz er zweimal innehatte. 1901 heiratete Frank Lynn Jenkins Phoebe Harriet Le Févre. 1916 zog er nach New York, wo er bis zu seinem Tod 1927 lebte.

## Werk
Jenkins spezialisierte sich auf dekorative Reliefs und Bauplastik. Zu seinen wichtigsten Werken gehören
- Abundance (1911): Figurengruppe am Thames House in London.
- The Spirit of British Maritime Trade (1904): Skulptur aus Bronze und Elfenbein für das Lloyd’s Register Building in London.
- St. Dunstan und William Torel (1904): Nischenfiguren für die Fassade des Victoria and Albert Museums in London.
- Die Jagdhündin (1921): Bronzeskulptur, gegossen bei Roman Bronze Works in New York.
- Madonna mit Kind (1921): Marmorskulptur, erworben vom Metropolitan Museum of Art in New York.